# Tuszów Narodowy (gmina)
Tuszów Narodowy — gmina wiejska w województwie podkarpackim, w powiecie mieleckim. W latach 1975–1998 gmina położona była w województwie rzeszowskim. Według danych z 30 czerwca 2004 gminę zamieszkiwało 7421 osób.
Gmina ma charakter rolniczo-przemysłowy, w rolnictwie przeważają małe gospodarstwa rolne. We wschodniej części gminy znajduje się duży kompleks leśny wchodzący w skład Puszczy Sandomierskiej. Dla ochrony najciekawszych miejsc utworzono Rezerwat przyrody Pateraki.
W Tuszowie Narodowym urodził się generał Władysław Sikorski. W swoim dzieciństwie bywała tu u swojego stryja, proboszcza parafii, Maria Koterbska.

## Struktura powierzchni
Według danych z roku 2002 gmina Tuszów Narodowy ma obszar 89,51 km², w tym:
- użytki rolne: 61%
- użytki leśne: 32%

Gmina stanowi 10,17% powierzchni powiatu.

## Demografia

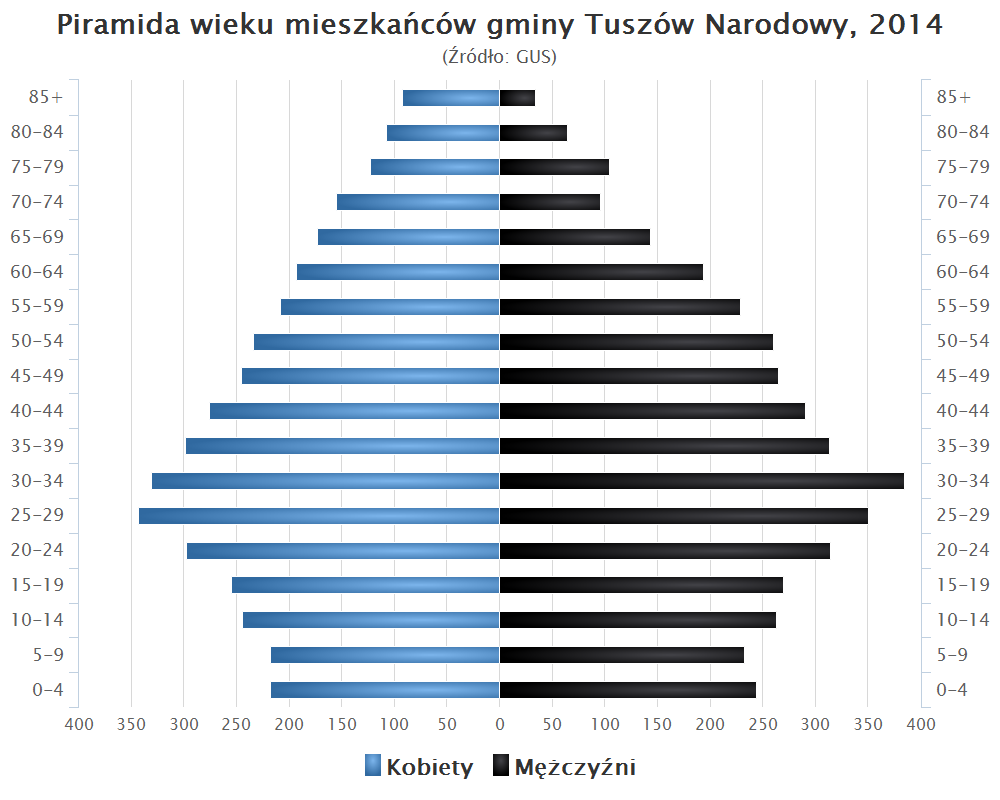
Piramida wieku mieszkańców gminy Tuszów Narodowy w 2014 roku

Dane z 30 czerwca 2004:
| Opis                              | Ogółem | Ogółem | Kobiety | Kobiety | Mężczyźni | Mężczyźni |
| --------------------------------- | ------ | ------ | ------- | ------- | --------- | --------- |
| jednostka                         | osób   | %      | osób    | %       | osób      | %         |
| populacja                         | 7421   | 100    | 3697    | 49,8    | 3724      | 50,2      |
| gęstość zaludnienia (mieszk./km²) | 82,9   | 82,9   | 41,3    | 41,3    | 41,6      | 41,6      |

## Miejscowości wchodzące w skład gminy
- Babicha - pierwsza wzmianka z 1604 roku
- Borki Nizińskie - 1529
- Czajkowa - 1569
- Dębiaki - 1837 jako Hyki Dębiaki
- Grochowe (dwa sołectwa) - 1660
- Jaślany - 1316 - należała do rodu Bogoriów, XIV wiek wieś wzmiankowana jako Stawogóra
- Józefów - XVIII wiek jako Josefsdorf, po 1946 jako Józefów
- Ławnica - 1510 jako Trześń
- Malinie - 1453
- Pluty - 1732
- Sarnów - XVIII wiek jako Reichscheim, od 1946 jako Sarnów
- Tuszów Mały
- Tuszów Narodowy (siedziba gminy) - 1456 jako Tuszów, przed 1896 jako Tuszów Narodowy

## Sołectwa
Babicha, Borki Nizińskie, Czajkowa, Dębiaki, Grochowe I, Grochowe II, Jaślany, Józefów, Ławnica, Malinie, Pluty, Sarnów, Tuszów Mały, Tuszów Narodowy

## Sąsiednie gminy
Baranów Sandomierski, Cmolas, Gawłuszowice, Mielec, miasto Mielec, Padew Narodowa

## Zabytki
- Kościół w Sarnowie z 1833 roku
- Dom urodzin generała Sikorskiego z 1869 roku

## Wójtowie gminy Tuszów Narodowy
- Tadeusz Żmuda (1990–2002)[8]
- Andrzej Kałuża (2002–2010)[9][10]
- Andrzej Głaz (od 2010)[11][12][13][14]